# Miši
Miši su naseljeno mjesto u gradu Livnu, Federacija Bosne i Hercegovine, BiH.
Na krajnjem jugoistočnom rubu livanjske općine, i djela Livanjskoga polja te velikog krškog polja smješteno je selo Miši. Ubrojeno je u cjelinu eponima Buškog Blata, Miši su njegov nerazdvojivi dio od najranijih povijesnih zbivanja, bilo da se radi o geološkom nastanku ili o prvim počecima života na zemlji. 
Tipično brdski, razbacani tip naseljenog mjesta, proteže se od Batinića Brda do Puđina Briga u dužini od 3 km. Selo je okruženo planinama: na jugu Kamešnicom (1856m) te na istočnom dijelu planinom Tušnicom (1700 m), koja se sa svoje jugozapadne strane spušta u Batinića Brdo ( 820 m) i konačno u polje - danas najveće umjetno jezero u Europi - Buško Blato.
Selo Miši smješteno je 750-850 m iznad mora, ima oštru kontinentalnu klimu koju donekle ublažava prodor toplog juga i jezero Buško Blato. 
Tijekom stoljeća smjenjivat će se ovdje i Rimljani i starohrvatski vladari, no od 16. stoljeća širenjem Bosne postadoše prostrani dijelovi južne Hrvatske i do danas ostaše u Bosni i Hercegovini.
Godine 1400. Darovnica bosanskoga kralja Stjepana Ostoje prvi put spominje ime sela Miši («Miss»).
U Mišima se nalazi mnoštvo stećaka, mašeta, u gotovo ne prekinutom nizu pričaju o bogatoj povijesti ovoga kraja. 
Godine 1723. selo Miši spominje se kao prvo sjedište prostrane livanjske župe. Godine 1746. sjedište župe za cijelo Livanjsko polje preneseno iz Miša u Vidoše. 
U selu se nalaze i dva katolička groblja: Petrića i Kliško, oba groblja imaju kapelice. U selu se nalaze dva izvora «ladne vode»: Svekar i Vojvodinac.
Danas u selu ima oko 150 hrvatskih katoličkih obitelji.
Ovo izrazito brdsko naselje bilo je i u najstarija vremena naseljeno: ilirske gradine i grobovi-tumili svjedoče o životu svojih graditelja, ilirskih Delmata koji su i ovdje našli životni prostor za sebe i svoja stada prije više od 3000 godina.
U 15. Stoljeću Miši postaju nasljedno kraljevsko dobro, a njegov gospodar Vučihna Mratinović dat će mu poseban pečat.  
Darovnica bosanskog kralja Stjepana Ostoje izričito navodi... "Vučina Mratinovića iz Miš"...  Legenda kaže da je ovdje stolovala kraljica Buga - na Bužaninu imala je i svoj grad?! I Tušnica mnogo kazuje. Možda je Bugina sestra Tuga "imala čast"  dati ime tom planinskom gorostasu. Ako su to međutim samo legende, istinita je činjenica da je ovdje bilo prvotno crkveno sjedište stare livanjske župe. Gotovo pola stoljeća odavde su bezimeni livanjski župnici obilazili svoju prostranu župu i priskakali u pomoć svom nevoljnom puku. S njim često strahovali i dijelili zajedničke muke i nevolje i kroz najteža vremena očuvali njegov nacionalni (hrvatski) identitet i kršćansku katoličku vjeru i ostavili je u nama u trajnu baštinu.

## Stanovništvo

### Popisi 1971. – 1991.
| Miši               |              |              |            |
| godina popisa      | 1991.        | 1981.        | 1971.      |
| Hrvati             | 897 (97,60%) | 890 (98,99%) | 845 (100%) |
| Muslimani          | 0            | 0            | 0          |
| Srbi               | 0            | 0            | 0          |
| Jugoslaveni        | 0            | 0            | 0          |
| ostali i nepoznato | 22 (2,39%)   | 9 (1,00%)    | 0          |
| ukupno             | 919          | 899          | 845        |

### Popis 2013.
| Miši               |              |
| godina popisa      | 2013.        |
| Hrvati             | 852 (99,07%) |
| Bošnjaci           | 0            |
| Srbi               | 0            |
| ostali i nepoznato | 8 (0,93%)    |
| ukupno             | 860          |

## Poznate osobe
- Stipe Ivo Sučić, hrvatski pjesnik